# Procreación consciente
Procreación consciente, procreación responsable o procreación limitada es un término demográfico, utilizado inicialmente por el neomalthusianismo de finales del siglo XIX y principios del siglo XX, para referirse a la toma de conciencia social e individual en relación con el control de la procreación de los hijos, su cuidado y educación. La procreación consciente implicaría tanto el control de la natalidad, mediante el uso de métodos anticonceptivos, como el ejercicio de una paternidad y maternidad libre responsable por parte de los progenitores dirigida a la alimentación, la higiene y la educación.

## Procreación consciente y demografía
El concepto de procreación consciente que acuñó el neomalthusianismo supone una de las primeras reflexiones demográficas sobre las consecuencias de la procreación natural o procreación ilimitada y sin control en un contexto de escasos recursos -escasez de trabajo, bajos salarios, encarecimiento de los alimentos-, apostando por la restricción de la natalidad de las clases pobres y obreras de manera consciente como necesidad para la mejora social.
La procreación consciente, alentada desde el neomalthusianismo, pretendía reducir la reproducción ilimitada y el consiguiente exceso de familias numerosas que condenaba a la miseria a las numerosos clases pobres que habían surgido con la revolución industrial. La procreación consciente implicaba una separación entre la sexualidad y reproducción -o entre la sexualidad erótica y la sexualidad reproductiva-, así como la defensa de la  maternidad libre, la liberación femenina, la libertad sexual, la promoción de la planificación familiar, el cuidado de los niños así como el uso y difusión de métodos anticonceptivos artificiales.

### Separación de sexualidad y procreación
La existencia de familias pobres muy numerosas (pertenecientes a las clases bajas y al proletariodo) suponía, para los anrquistas y socialistas neomalthusianos, la perpetuación de la miseria. Ese ejército de pobres, sin educación ni cuidados, solo serviría como carne de cañón para las guerras y  carne de explotación para las fábricas además de incrementar el número de delincuentes para llenar las cárceles y de enfermos y locos para saturar los hospitales y manicomios, además de ser, para los neomalthusianos, el caldo donde se nutre la prostitución. Desde esas posiciones se alentaba la procreación responsable o consciente y desde posiciones más radicales se hacía un llamamiento a la huelga de vientres.
Desde las mismas filas del anarquismo y el socialismo surgió con fuerza la idea de emancipación de la mujer que implicaba la asunción de igualdad de derechos y sobre todo, la reivindicación de su igualdad ante el marido y por tanto en la relación matrimonial, en la sexualidad y por supuesto en la maternidad, desde la que se exigía el derecho a una procreación elegida sin la presión social ni familiar del cabeza de familia. Fueron un conjunto de reivindicaciones que demandaban un importante cambio en los comportamientos sociales y la normativa legal.

### Utilización de métodos anticonceptivos
El objetivo de la procreación consciente pasaba por la toma de conciencia de la necesidad de limitar la procreación y por el acceso métodos anticonceptivos que permitieran un efectivo control de la natalidad .